# Трудовое (Осакаровский район)
Трудовое (каз. Трудовое) — село в Осакаровском районе Карагандинской области Казахстана. Административный центр Трудового сельского округа. Находится примерно в 52 км к востоку-юго-востоку (ESE) от посёлка Осакаровки, административного центра района, на высоте 462 метров над уровнем моря. Код КАТО — 355681100.

## Население
В 1999 году численность населения села составляла 1016 человек (482 мужчины и 534 женщины). По данным переписи 2009 года, в селе проживал 761 человек (353 мужчины и 408 женщин).